# Обсерваторія Галеакала
Обсерваторія «Галеакала» — високогірна обсерваторія розташована на острові Мауї (архіпелаг Гаваї). Належить Інституту астрономії Гавайського університету.
Обсерваторія розміщується у кратері згаслого вулкану Галеакала на висоті 3052 м. Сухе, розріджене і прозоре повітря сприяє дослідженню неба. Обсерваторію використовують міністерство оборони США, штаб ВПС США, федеральне управління цивільної авіації США та інші організації. Їх фахівці здійснюють проводять моніторинг руху космічних кораблів, МКС, супутників, ракет, відпрацьовують методи застосування лазерних технологій в стратосфері і в космосі. В обсерваторії найбільший завершений оптичний телескоп має діаметр 3,67 м..

## Обладнання та дослідження

### Панорамний огляд неба
З 2010 року в обсерваторії функціонує телескоп панорамного огляду діаметром 1,8 м з цифровою фотокамерою з 1,4-мільярдами пікселів та система швидкого реагування (Panoramic Survey Telescope and Rapid Response System, Pan-STARRS). Вони здійснюють огляд неба у видимому світлі та близькому до нього інфрачервоному випромінюванню.
За перші чотири роки телескоп 12 разів з п'ятьма фільтрами оглянув все небо. У 2016 році були оприлюдненні неповні результати досліджень. У 2019 році опубліковане друге видання цифрового огляду неба Pan-STARRS DR2. Його розмір становить понад 1,6 петабайтів (1,6 мільйонів гігабайт). Карта неба містить 3 млрд джерел видимого і інфрачервоного світла, в тому числі галактик, зірок і інших об'єктів.

### Сонячний телескоп імені Денієля К. Іноуї
Телескоп DKIST має діаметр 4 м і найбільшим з сонячних телескопів. Його будівництво  завершене у грудні 2021 року. За його допомогою 28 січня 2020 року було зроблено найдетальніше зображення сонячної плями. Воно у два з половиною рази чіткіше за інше і показує структури розміром від 20 км.

### Комплекс спостереження космічного простору
Оптико-електронна станція ВПС США AMOS (Air Force Maui Optical Station) комплексу спостереження космічного
простору MSSS (Maui Space Surveillance Site) використовується для виявлення, супроводження та розпізнавання космічних об'єктів на навколоземних орбітах та ведення їх обліку.
Засобами ОЕС AMOS є: удосконалена оптико-електронна система AEOS (Advanced Electro-Optical System) на основі 3,6-м телескопа, оснащеного системами активної і адаптивної оптики; 1,6-м телескоп; 0,8-м лазерна приймально-передавальна установка (ЛППУ) BD/T; 0,6-м лазерна передавальна установка (ЛПУ) LBD.